# Сан Мартино Баса (Пескара)
Сан Мартино Баса (итал. San Martino Bassa) је насеље у Италији у округу Пескара, региону Абруцо.
Према процени из 2011. у насељу је живело 4678 становника. Насеље се налази на надморској висини од 29 м.